# Friedhof Beyendorf

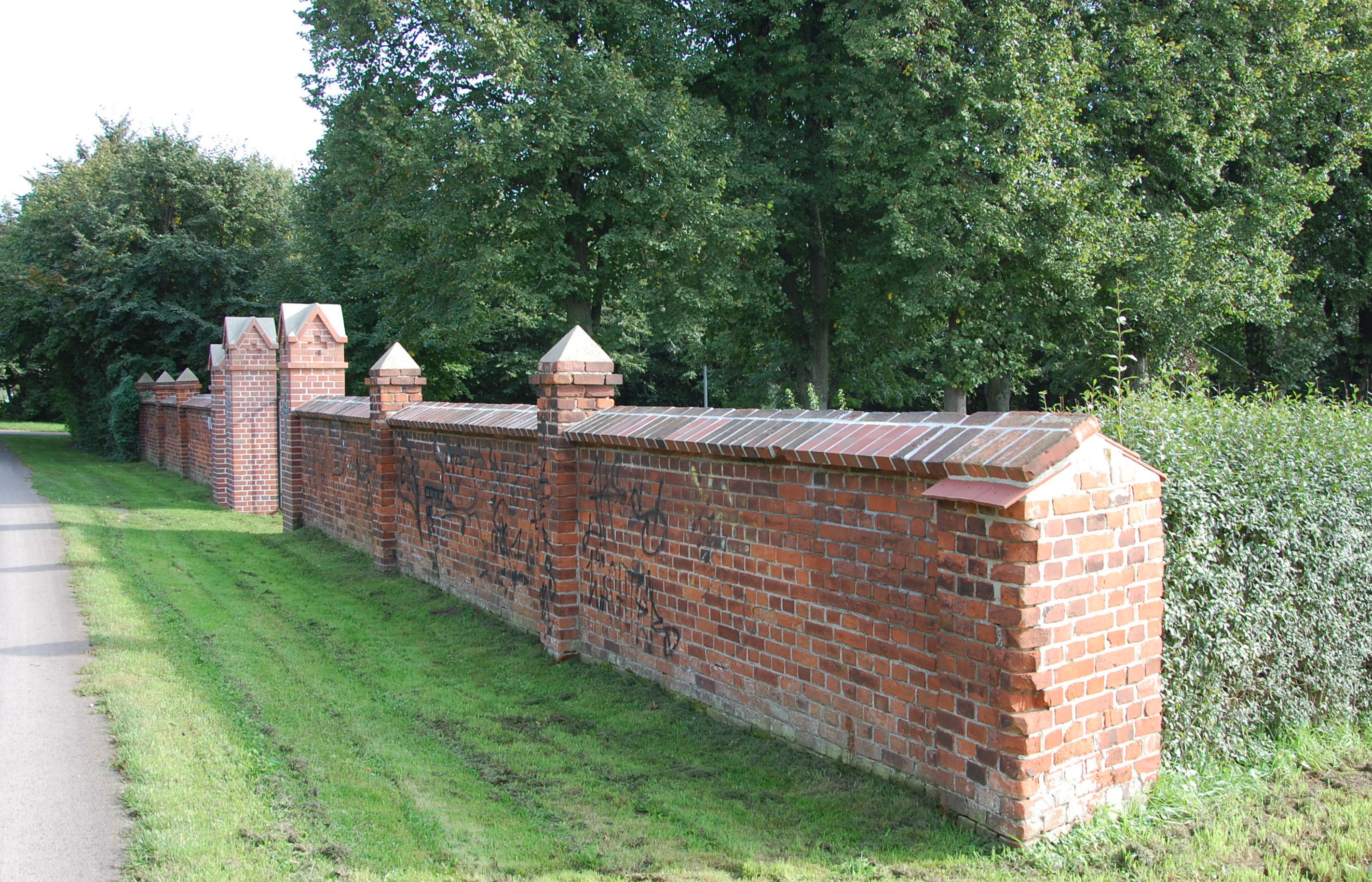
Friedhof Beyendorf, Friedhofsmauer an der Nordseite

Der Friedhof Beyendorf ist ein Friedhof im zur Stadt Magdeburg gehörenden Stadtteil Beyendorf-Sohlen. Zeitweise stand der Friedhof unter Denkmalschutz.
Der Friedhof befindet sich nordwestlich des Orts an der Straße Zum Engel. Östlich des Friedhofs verläuft die Bahnstrecke Magdeburg–Thale. Er umfasst eine Fläche von 4.432 m² und verfügt über 100 Grabstätten (Stand 2013). Jährlich werden etwa vier Grabstätten neu belegt.
Der Friedhof mit seinem Wegesystem und der gärtnerischen Anlage entstand im späten 19. Jahrhundert. An der Nordseite befindet sich eine historische aus Backsteinen errichtete Friedhofsmauer. Seit der Eingemeindung Beyendorf-Sohlens nach Magdeburg im Jahr 2001 befindet sich der Friedhof in der kommunalen Trägerschaft der Stadt Magdeburg. Betrieben wird er vom städtischen Eigenbetrieb Stadtgarten und Friedhöfe Magdeburg. Darüber hinaus besteht seit dem 12. Oktober 2000 die von den Eheleuten Joachim und Ruth Kebbel gegründete Kebbelsche Stiftung Heimaterde, zu deren Stiftungszweck unter anderem auch die Unterhaltung des Friedhofs Beyendorf gehört.
Spätestens 2015 wurde der zumindest bis 2009 noch gegebene Denkmalschutz der Friedhofsanlage aufgehoben.